# Diphucephala obsoleta
Diphucephala obsoleta är en skalbaggsart som beskrevs av Macleay 1886. Diphucephala obsoleta ingår i släktet Diphucephala och familjen Melolonthidae. Inga underarter finns listade i Catalogue of Life.